# Магнітоакустичний резонанс
Магні́тоакусти́чний резона́нс — явище виникнення зв'язку між звуковими та спіновими хвилями у феро-, фері- та антиферомагнетиками при зближенні довжин звукових та спинових хвиль. Явище магнітоакустичного резонансу відкрили О. І. Ахієзер,  В. Г. Бар'яхтар, С. В. Пелетмінський в 1956 році . Дає можливість збуджувати спінові хвилі за допомогою зовнішніх ультразвукових хвиль, ультра- та гіперзвукові хвилі за допомогою спінових хвиль або коливань зовнішнього магнітного поля, перетворити електромагнітний сигнал на звуковий і звуковий сигнал на електромагнітний. На основі явища магнітоакустичного резонансу створені генератори гіперзвуку та ультразвуку з регульованою частотою.

## Див також
- Спінові хвилі